# For the Bible Tells Me So
For the Bible Tells Me So (bra: Como Diz a Bíblia) é um filme documentário americano de 2007 dirigido por Daniel G. Karslake. O documentário aborda a homossexualidade e seus conflitos com o cristianismo, bem como várias interpretações do que a Bíblia diz sobre as práticas sexuais entre pessoas não heterossexuais.
O documentário inclui entrevistas com vários grupos de pais religiosos (incluindo o ex-líder da maioria na Câmara Dick Gephardt e sua esposa, Jane, e os pais do bispo V. Gene Robinson ) sobre suas experiências pessoais na criação de crianças homossexuais. Além disso, inclui entrevistas com essas crianças já na fase adulta.
O filme apresenta um trecho de animação, no qual é apresentado um resumo das teorias científicas da época sobre orientação sexual. A animação foi dirigida pela Powerhouse Animation Studios e narrada por Don LaFontaine, em um de seus últimos papéis de narração não relacionados a um trailer.
O filme estreou no Festival Sundance de Cinema de 2007.

## Elenco
- Gene Robinson
- Jake Reitan
- Chrissy Gephardt
- Tonia Poteat
- Mary Lou Wallner

## Recepção crítica
O filme recebeu críticas geralmente positivas. O agregador de críticas, Rotten Tomatoes, relatou que o filme recebeu 98% de críticas positivas, com base em 43 críticas. No Metacritic, o filme teve uma pontuação média de 73 em 100, com base em 11 críticas.
Após sua estreia no Festival Sundance, For the Bible Tells Me So passou a ganhar uma série de prêmios em festivais, incluindo o Prêmio de Direitos Humanos Katherine Bryan Edwards no Festival de Documentário Full Frame e o Prêmio de Melhor Público de Documentário no Seattle International Film Festival, o Provincetown International Film Festival, o Outfest, o Milwaukee Film Festival e vários outros.

Em 19 de novembro de 2007, For the Bible Tells Me So foi nomeado pela Academia de Artes e Ciências Cinematográficas como um dos 15 filmes em sua lista do Oscar para documentários. No entanto, não fez parte da lista final de cinco filmes indicados conforme anunciado em 22 de janeiro de 2008.